# 長瀬次英
長瀬 次英（ながせ つぐひで、1976年11月30日 - ）は、日本のマーケター、経営コンサルタント、『LDH JAPAN』CDO等を歴任。中央大学総合政策学部国際政策文化学科卒業。京都府綾部市出身。

## 経歴
京都府綾部市生まれ。　
大学は中央大学総合政策学部国際政策文化学科を卒業。
2000年（平成12年）KDD（現・KDDI）に入社。その後、外資系広告代理店のJ. Walter Thompson Japan、ユニリーバ・ジャパン/ユニリーバ・オーストラリア（約1年間シドニー駐在赴任）、ニュースキン・ジャパン、フェイスブック・ジャパン
2014年（平成26年）にインスタグラム
2015年（平成27年）10月、ロレアルの日本法人で初代CDO（最高デジタル責任者）に就任。
2017年同年10月のアドテック2017東京にて人気スピーカー1位。
2018年（平成30年）エンターテインメント会社LDH JAPANの執行役員兼CDO。
2019年（令和元年）コスメブランド等の顧問、アパレルブランドのCEO、ブランディングカンパニーのCSO（最高戦略責任者）を務める。。
2020年（令和2年）著書『マーケティング・ビッグバン インフルエンスは「熱量」で起こす』を出版。
2021年（令和3年）同年、元テレビ東京アナウンサーの森本智子と共同で『Wellness ME』を設立。

## 著書
- 『マーケティング・ビッグバン インフルエンスは「熱量」で起こす』（CCCメディアハウス、2020年8月29日）　ISBN 978-4484202167
- 『能ある鷹もない鷹も爪は隠さず研ぎまくれ』（ことのは出版、2021年9月28日）　ASIN B09GTJ4VSK

## 雑誌
- 『Forbes JAPAN』 - インスタグラムからやってきた「デジタル幹部」の「アナログ戦術」[4]